# Cerapachys augustae
Cerapachys augustae is een mierensoort die tot 2014 was toegekend aan de onderfamilie van de Cerapachyinae maar daarna aan de onderfamilie van de Dorylinae. De wetenschappelijke naam van de soort werd voor het eerst geldig gepubliceerd in 1902 door William Morton Wheeler.